# Ốc vùng triều thô
Ốc vùng triều thô, tên khoa học Littoraria scabra, hay ốc vùng triều đốm vằn, là một loài ốc biển, là động vật thân mềm chân bụng sống ở biển trong họ Littorinidae.